# Caroline Fourest
Caroline Fourest  nascida em 19 de setembro de 1975,  é uma escritora feminista francesa , diretora de cinema, jornalista, apresentadora de rádio na France Culture e editora da revista ProChoix. Foi também colunista do Charlie Hebdo, do Le Monde até 14 de julho de 2012, e juntou-se à Marianne em 2016.
Fourest é diretor editorial do semanário francês Franc-Tireur, desde abril de 2022 e uma dos seus fundadores. Antes de abril de 2022, ela também atuou como assessora do comitê editorial. O nome foi inspirado no jornal de resistência, Franc-Tireur , da Segunda Guerra Mundial.
Caroline Fourest é presença midiática desde a década de 2000, "uma  polemista formidável e muito controversa". Ela defende o feminismo, os direitos dos homossexuais e o secularismo, e afirma lutar contra os  fundamentalismos religiosos católicos, judeus e muçulmanos, o anti-semitismo e o extremismo político.